# Cleistopholis staudtii
Cleistopholis staudtii là loài thực vật có hoa thuộc họ Na. Loài này được (Engl. & Diels) Engl. & Diels mô tả khoa học đầu tiên năm 1901.